# Richard Zettler
Richard Zettler (Leutkirch im Allgäu, Baden-Württemberg, 1 november 1921) is een Duits componist, muziekpedagoog en dirigent.

## Levensloop
Zettler studeerde van 1938 tot 1940 aan de Staatliche Musikhochschule te Stuttgart. Aansluitend ging hij in militaire dienst. Tijdens de Tweede Wereldoorlog speelde hij in een muziekkorps van de Duitse luchtmacht. Van 1945 tot 1977 was hij solo-trombonist aan het Rundfunk-Sinfonie-Orchester te Stuttgart. In 1963 werd hij docent aan de Staatliche Hochschule für Musik te Trossingen en ook in Stuttgart. In deze functie blijft hij tot 1975. In 1980 werd hij tot professor benoemd. Hij is heel productief in de amateuristische muziekbeoefening bezig en een veelgevraagd jurylid bij de wedstrijden.
Van 1961 tot 1964 was hij dirigent van het harmonieorkest van de Musikverein Neuenhaus in Baden-Württemberg. Eveneens was hij dirigent van het Städtische Orchester Waiblingen. Hij was in 1978 samen met Hellmut Haase-Altendorf medeoprichter van het Landesblasorchester Baden-Württemberg en tot 1984 dirigent van dit orkest.
Als componist schrijft hij vooral voor harmonieorkest.

## Composities

### Werken voor harmonieorkest
- 1948 Poetisches Concertino, voor trombone en harmonieorkest
- 1966 Concertino, voor hoorn en harmonieorkest
- 1966 Concert, voor althobo en harmonieorkest
- 1972 Festlicher Aufzug
- 1975 Harlekinade, voor drie klarinetten en harmonieorkest
- 1975 Ungarische Episode, voor trompet en harmonieorkest
- 1976 Fantasie in blue
- 1977 Fugato
- 1977 Glückliche Fahrt, ouverture, opus 40
- 1977 Auftakt
- 1977 Ouverture facile
- 1977 Toccata in swing
- 1978 Concert voor harmoniemuziek
- 1978 Parita rustica, suite
- 1978 Pro musica
- 1980 Intrade semplice
- 1981 Concerto romantico, voor trombone en harmonieorkest
- 1981 Musik - Musik, ouverture
- 1982 Jubilate maestoso
- 1982 Saltarello, ouverture
- 1982 Kaleidoskop, ouverture
- 1983 Salute musica, opus 93
- 1984 Lyrischer Prolog
- 1985 Bauernfehde, opus 96
- 1985 Matinata, ouverture
- 1986 Anno 1525 - Bauernkrieg im Allgäu
- 1992 Laudate, opus 117
- Budweiser-Polka
- Concerto lirico, voor altsaxofoon en harmonieorkest
- Dschungelskizzen, suite
- Europa Fanfare
- Fugato for Band
- Gut gelaunt, mars
- Im tiefen Keller..., voor trombone solo en harmonieorkest
- Inntal-Marsch
- Interludium Musicale
- Jubilate Maestoso
- La Belle France
- Partita Musicale, opus 153
- Posaunenscherze
- Rhapsodische Skizzen, opus 8
- Saltarello, ouverture
- Sax and Brass
- Schöne Jugendzeit
- Staufermarsch
- Tanu Suite

### Kamermuziek
- Alt und Neu für Zwei, duetten voor verschillende blaasinstrumenten
- Beliebte Volkslieder, voor trombone solo
- Bläsersätze nach europäischen Volksliedern, duetten voor verschillende blaasinstrumenten
- Concerto Primo, voor trombone en piano
  1. Moderato alla marcia
  2. Andante pastorale
  3. Allegro con brio
- Kunterbunt, voor klarinettenkwartet
- Tanzsätze aus Europa, voor verschillende blaasinstrumenten

- Bibliothèque nationale de France: cb12969709f (data)
- Gemeinsame Normdatei: 134564529
- International Standard Name Identifier: 0000 0001 1785 5863
- Library of Congress Control Number: n79095287
- MusicBrainz: 614e1b1e-b889-444b-b2c1-3711531e6563
- Nederlandse Thesaurus van Auteursnamen: 11496582X
- Système universitaire de documentation: 075985217
- Virtual International Authority File: 163721945
- WorldCat: E39PBJrgFyR4tMhB9bcfKWYkjC